# 实茂芳
实茂芳（Adolphe Rayssac：1866年11月4日—1941年6月17日），是天主教法國籍主教和巴黎外方傳教會會士。曾任中國汕頭宗座代牧區宗座代牧。

## 生平
1866年11月4日，實茂芳出生在法國洛特省呂南。1887年，他在20歲時加入巴黎外方傳教會。1889年9月21日，22歲晉鐸，並被派遣到中國傳教。1914年4月6日，廣東宗座代牧區分為出潮州宗座代牧區。同年7月17日，時任教宗庇護十世任命47歲的实茂芳成為首任潮州宗座代牧區宗座代牧，領銜Cotyæum教區主教 。1915年5月1日，由香港宗座代牧區宗座代牧師多敏主教祝聖就任
同年8月18日，潮州宗座代牧區更名為汕頭宗座代牧區。1915年3月11日至1917年2月12日，曾兼任廣州宗座代牧區宗座署理。
1935年6月，他原定計劃乘船經日本和美國前往意大利羅馬。但是，當他到達法國馬賽時出現輕偏癱，被送到蒙伯通的養老院接受休養。同年12月9日，69歲的實茂芳辭任汕頭宗座代牧區宗座代牧職務。1941年6月17日，實茂芳在法國奧克西塔尼大區塔恩-加龍省蒙伯通去世，享年74歲。